# Långvrån (naturreservat)
Långvrån är ett naturreservat söder om gården Långvrån i Motala kommun i Östergötlands län.
Området är naturskyddat sedan 1992 och är 3 hektar stort. Reservatet lövskogslund med grova ädellövträd som tidigare varit en slåtteräng.